# Classe Orsa
Le unità della Classe Orsa o Classe Pegaso sono state delle navi della Regia Marina e della Marina Militare costruite verso la fine degli anni trenta e classificate prima come avviso scorta e successivamente come torpediniere e poi come fregate antisommergibile.

## Costruzione
Queste navi costituirono una versione ingrandita della Classe Spica per avere una maggiore autonomia e potere rimanere più a lungo in mare. Rispetto alle Spica avevano un armamento antisommergibile raddoppiato, con 4 lanciabombe di profondità, contro i 2 lanciabombe delle Spica, rispetto alle quali erano meno veloci.

## Secondo conflitto mondiale
Allo scoppio del seconda guerra mondiale queste unità erano inquadrate nella VI Squadriglia torpediniere di base a Napoli.
La torpediniera Pegaso durante il conflitto provocò l'affondamento dei sommergibili britannici HMS Upholder (sebbene la causa dell'affondamento di tale unità rimanga piuttosto discussa) e HMS Thorn il 6 agosto 1942 e venne insignita della Medaglia di bronzo al valor militare per essere stata una delle unità della Regia Marina con il maggior numero di sommergibili affondati al suo attivo, avendone distrutti certamente tre e assai probabilmente un quarto, oltre i due già citati: il sottomarino britannico HMS Undaunted affondato in prossimità della costa libica il 21 maggio 1941 e il sottomarino britannico HMS Urge probabilmente affondato (c'è incertezza se il sottomarino sia stato affondato da una mina o dalle cariche di profondità lanciate dal Pegaso) il 29 aprile 1942 nelle vicinanze di Malta..

Il Procione in bacino a Napoli

Il Procione il 24 maggio 1941 insieme al gemello Orsa faceva parte della scorta al transatlantico Conte Rosso carico di truppe, che affondò dopo essere stato colpito da due siluri del sommergibile inglese HMS Upholder che sarebbe stato a sua volta affondato il 20 luglio 1941 proprio dal Pegaso.
In seguito il Procione venne seriamente danneggiato il 2 dicembre 1942 nello scontro del banco di Skerki. All'armistizio si trovava in riparazione a La Spezia e non potendo seguire il resto della flotta a Malta venne autoaffondato per non finire in mano ai tedeschi. Pegaso, Orsa, e Orione, con le torpediniere Impetuoso e Ardimentoso si trovavano a La Spezia, da dove, insieme a Montecuccoli, Eugenio di Savoia e Attilio Regolo, che costituivano la VII Divisione, alle corazzate Roma, Vittorio Veneto e Italia della IX Divisione, i cacciatorpediniere Mitragliere, Fuciliere, Carabiniere e Velite della XII Squadriglia, i cacciatorpediniere Legionario, Oriani, Artigliere e Grecale della XIV Squadriglia, salparono per congiungersi con il gruppo navale proveniente da Genova, formato dalle unità della VIII Divisione, costituita da Garibaldi, Duca degli Abruzzi e Duca d'Aosta e dalla torpediniera Libra, per poi consegnarsi agli alleati a Malta assieme alle altre unità navali italiane provenienti da Taranto. Il gruppo, dopo essersi riunito con le unità provenienti da Genova, per ottenere una omogeneità nelle caratteristiche degli incrociatori, il Duca d'Aosta passò dalla VIII alla VII Divisione, sostituendo l'Attilio Regolo che entrò a far parte della VIII Divisione, con l'Eugenio di Savoia che innalzava l'insegna dell'ammiraglio Romeo Oliva. Durante il trasferimento, la nave da battaglia Roma, nave ammiraglia dell'Ammiraglio Bergamini, affondò tragicamente nel pomeriggio del 9 settembre al largo dell'Asinara centrata da una bomba Fritz X sganciata da un Dornier Do 217 della tedesca Luftwaffe. A prendere il comando della flotta diretta a Malta, dopo l'affondamento dalla Roma, fu proprio l'ammiraglio Oliva, che adempì ad una delle clausole armistiziali, quello di innalzare il pennello nero del lutto sui pennoni ed i dischi neri disegnati sulle tolde, mentre l'ammiraglio Bergamini, che avvertito telefonicamente da de Courten dell'armistizio ormai imminente, e delle relative clausole che riguardavano la flotta, era andato su tutte le furie per poi formalmente accettare con riluttanza gli ordini, aveva lasciato gli ormeggi innalzando però il gran pavese e non adempiendo così a tale clausola.
Le torpediniere Pegaso, e Orsa, insieme all'Impetuoso, all'Attilio Regolo e ai cacciatorpediniere Mitragliere, Fuciliere e Carabiniere tra le navi che recuperarono i naufraghi della Roma e perso il contatto con il resto della squadra, decapitata dei suoi vertici e il cui comando era stato assunto dall'ammiraglio Oliva, prive di ordini si diressero verso le Baleari, trasportando i cadaveri recuperati ed i feriti, dove giunsero il 10 settembre. Dopo aver usufruito delle 24 ore di ospitalità regolamentari, l'11 settembre 1943, il comandante del Pegaso, il capitano di fregata Riccardo Imperiali di Francavilla ed il comandante dell'Impetuoso, Cigala Fulgosi, portarono ad autoaffondare le proprie navi non volendo consegnare le navi di cui erano comandanti agli alleati, rimanendo segregati nell'isola con gli equipaggi delle navi autoaffondate e delle altre unità della Regia Marina, immobilizzate per guasti e mancanza di carburante.
L'Orione comandato dal capitano di corvetta Bertetti aveva proseguito con il resto della squadra, mentre l'Orsa, l'altra unità della classe superstite al comando del capitano di corvetta Gino Dal Pin, rimase internata fino al 15 gennaio 1945, quando le unità internate vennero autorizzate a ripartire per raggiungere l'Italia il 23 gennaio.

## Unità
| Regia Marina - Classe Orsa | Regia Marina - Classe Orsa | Regia Marina - Classe Orsa | Regia Marina - Classe Orsa | Regia Marina - Classe Orsa | Regia Marina - Classe Orsa | Regia Marina - Classe Orsa        |
| Nave                       | Sigla                      | Cantiere                   | Impostazione               | Varo                       | Completamento              | Destino finale                    |
| -------------------------- | -------------------------- | -------------------------- | -------------------------- | -------------------------- | -------------------------- | --------------------------------- |
| Pegaso                     | PG                         | B & S Napoli               | 15 febbraio 1936           | 8 dicembre 1936            | 30 marzo 1938              | autoaffondato l'11 settembre 1943 |
| Procione                   | PR                         | B & S Napoli               | 15 febbraio 1936           | 3 gennaio 1937             | 30 marzo 1938              | autoaffondato il 9 settembre 1943 |
| Orione                     | ON                         | CNR Palermo                | 27 aprile 1936             | 21 aprile 1937             | 31 marzo 1938              | in disarmo nel 1964               |
| Orsa                       | OS                         | CNR Palermo                | 27 aprile 1936             | 21 marzo 1937              | 31 marzo 1938              | in disarmo nel 1964               |

## Dopoguerra
Orsa e Orione dopo la guerra furono tra le navi che, in base alle clausole del trattato di pace, venne concesso all'Italia di mantenere; le due unità, entrate a far parte della Marina Militare Italiana, vennero quindi riammodernate.
I lavori di riallestimento vennero completati nel 1955 e riguardarono soprattutto l'armamento che venne riconfigurato con un solo cannone da 100/47mm, le mitragliere da 13,2mm furono sostituite da un altrettanti cannoni da 40/56mm antiaerei. Vennero inoltre installati un porcospino e due dei quattro lanciabombe antisommergibile vennero sostituiti con altrettanti scaricabombe antisommergibile.
Le due unità svolsero servizio di squadra fino al 1957-58 e in seguito vennero destinate al servizio bersaglio in sostituzione dei vecchi dragamine meccanici Abba e Mosto.
Per adempiere ai nuovi compiti venne sbarcato il pezzo poppiero da 100/47 mm, sostituito da un'apparecchiatura ottica, detta “pollaio”, per permettere l'osservazione degli scarti del tiro contro bersagli rimorchiati, mentre a prora, sulla sinistra del castello di prora, venne installata una catapulta di lancio per gli aerei bersaglio radiocomandati (B.R.C.), inoltre per permettere il ricovero dei radiobersagli a proravia della plancia venne realizzata una piccola tuga. Le due unità si alternarono, secondo le varie esigenze, in quest'attività avendo a disposizione un solo equipaggio.

## Orsa (F 558)
Dopo che l'Italia entrò a far parte della NATO, ebbe la matricola F 558 prestando servizio fino al 1964. Il nome Orsa sarebbe stato ereditato successivamente da una fregata lanciamissili della Classe Lupo.

## Orione (F 559)
Dopo che l'Italia entrò a far parte della NATO, ebbe il distintivo ottico F 559 prestando servizio fino al 1964. Nel 1961 la nave venne coinvolta in una collisione avvenuta con l'Indomito, che avvenne a circa 45 miglia al largo di Taranto, causando una vittima.